# Vittorio Geraci
Vittorio Geraci (Cerda, 3 novembre 1918 – Cerda, 8 agosto 2004) è stato un partigiano e politico italiano.

## Biografia
Terzo di quattro fratelli: Giacomo (1913), Filippa (1916) e Nunzio (1920). Orfano di madre dall'età di quattro anni fu cresciuto dalla nonna paterna. Frequentò la scuola fino alla terza elementare, trascorrendo la sua fanciullezza e adolescenza nelle campagne, in contrada Monte Riparato, nel comune di Caltavuturo dove il padre possedeva dei terreni agricoli. Nel settembre 1946, ritornato dalla guerra, sposò Rosaria Fardella, dalla loro unione nacquero: Venera, Salvatrice, Filippa, Antonina e Giuseppa.
Da tutti conosciuto come "Compagno Vittorio" fu un politico, un rappresentante sindacale e un attivista nelle lotte contadine del secondo dopoguerra. Morì a Cerda all'età di 85 anni. Nel settembre 2018 la città di Cerda ha dedicato una piazza al partigiano Vittorio Geraci.

### La vita militare
Dopo il primo dopoguerra, il regime fascista introdusse l'istruzione premilitare obbligatoria. Compiuti i diciotto anni, partecipò alle sue prime esercitazioni militari. Fu chiamato alle armi a Ventimiglia il 19 marzo del 1940 presso l'89º Reggimento fanteria, 3º Battaglione, XII Compagnia reparto mitragliere. Dopo aver partecipato a un corso di allievo caporale, gli venne affidato il comando di un plotone di otto uomini con compiti di guardia.
Prima di entrare in guerra, a Bordighera incontrò Benito Mussolini. Il duce passava in rassegna le milizie chiedendo informazioni sullo stato delle truppe. In quell'occasione Geraci fu il solo a denunciare le condizioni precarie dei soldati e per questo fu punito con la prigionia. Il giorno seguente con l'insediamento del nuovo Colonnello, proveniente dalla provincia di Messina fu convocato per essere interrogato sull'accaduto. Una volta chiarita la sua posizione, Geraci per il coraggio dimostrato fu promosso a suo attendente. Il suo passaggio dalla squadra mitraglieri a quella di comando non fu possibile a causa della richiesta del Capitano di volerlo tenere con sé tra i mitraglieri.
Con l'entrata in guerra dell'Italia, Geraci partecipò a diverse operazioni di guerra sulla frontiera occidentale (Mentone, Montecarlo e Nizza) con l'89º Battaglione Reggimento fanteria. In seguito seguì da volontario, presso il 207º Reggimento fanteria, IV Compagnia, 1º Battaglione, V Divisione "Taro" reparto mitragliere. Il 10 ottobre 1940 Geraci e la sua milizia si imbarcarono a Brindisi per Valona dove combatterono sul fronte greco/albanese fino al 23 aprile 1941. La fine della guerra in Albania venne festeggiata con la visita di re Vittorio Emanuele III. In quell'occasione le brigate presenti sul territorio si riunirono, Geraci ebbe l'occasione di riabbracciare il fratello Nunzio. Percorrendo a piedi la strada Scutari - Tirana, Geraci e il suo reggimento raggiunsero il porto di Durazzo, pronti per imbarcarsi e ritornare in Italia. Si ritrovarono, però, su una nave per Cattaro (Jugoslavia), dove nel frattempo era scoppiata la rivoluzione. Fino al 5 agosto 1942 combatté in Montenegro, Dalmazia, Croazia e Serbia contro i partigiani di Tito. Il 6 agosto 1942 sbarcò a Bari dove ricevette viveri e una nuova divisa, prima di ripartire per Alessandria. Il 20 settembre 1942 contrasse la malaria, ricoverato all'ospedale militare di Alessandria, fu dimesso il 3 ottobre dello stesso anno, gli furono concessi così venti giorni di convalescenza. Il 24 novembre 1942, dopo lo sbarco degli alleati in Tunisia, andò a combattere in Francia, nella provincia di Tolone, e vi rimase fino al giorno dell'armistizio. Il proclama di Badoglio provocò confusione e smarrimento tra le truppe che, in seguito, catturate dai tedeschi furono costrette a salire sui treni merci destinate ai campi di concentramento. L'11 settembre 1943, durante una sosta presso la stazione Pierrefeu-du-Var, in provincia di Tolone, si nascose sotto il treno in sosta e riuscì, così, a fuggire malgrado il fuoco nemico.

### La Resistenza
In fuga, attraversò a piedi tutta la Francia e sulla via del ritorno incontrò altri soldati coi quali raggiunse il paese di Magliano Alpi, per poi puntare sulle montagne di Cuneo, dove a Boves incontrarono altri patrioti, tra i quali Geraci riconobbe Sandro Pertini, Pompeo Colajanni, Pietro Balbo. Il 1º giugno 1944 Geraci si arruolò nelle forze garibaldine, 99ª Brigata V° Divisione d'assalto, battaglione Sanzovo, dove dopo due mesi di militanza venne promosso caposquadra. Grazie alla vittoria ottenuta sui tedeschi con l'aiuto dei contadini del luogo a Bassolasco, la sua squadra venne promossa "Distaccamento Sanzovo" in onore di un partigiano caduto. Geraci divenne, così, il "comandante Palermo". Il 1º maggio 1945 Geraci, a capo dei suoi trentadue uomini, occupò Moncalieri e il castello reale, attaccando i tedeschi e i fascisti, giungendo quasi a Torino, oltre il Po, dove erano presenti oltre duemila tedeschi. Con i Badogliani, il maggiore Mauri, il Tenente Poli e il suo capo Pompeo Colajanni sconfissero i tedeschi e li fecero prigionieri.
Dopo la Vittoria presto' servizio civile fino al 15 giugno 1945. Il 20 giugno 1945, congedato, in seguito alla smobilitazione del Corpo Volontario della Libertà, tornò a Cerda.

## La vita politica e le lotte contadine
Grazie alle esperienze e agli ideali maturati durante la Resistenza, Geraci partecipò attivamente alla vita politica del comune di Cerda. Divenne, per quarant'anni, consigliere comunale di opposizione e assessore all'agricoltura. S'impegnò a far rispettare la legge del ministro dell'agricoltura Fausto Gullo, per la concessione dei terreni incolti ai contadini. Promosse, infatti, una più equa ripartizione dei prodotti a favore dei contadini: 60% ai mezzadri, fino ad allora sfruttati, e 40% ai proprietari. Nei periodi di raccolta delle olive, dei piselli e delle fave organizzava squadre di lavoro in contrada San Maria e Giammardaro. Dai proprietari terreni pretendeva, inoltre, che tutti i braccianti agricoli fossero regolarmente collocati e pagati. Creò la prima sede del PCI e in seguito di Rifondazione Comunista. Geraci fu il fondatore e presidente della Federterra di Cerda, divenuta Alleanza Contadina tra gli anni sessanta e novanta. Insegnò ai suoi compaesani a scrivere per permettere loro di firmare le pratiche per l'ottenimento dei contributi relativi al grano e all'olio. Fu a capo del movimento contadino contro gli agrari con Domenico Carapezza (detto Mimì) e Giuseppe Oddo. Fu presidente della Confederazione Italiana Agricoltori di Cerda. Abile a mobilitare le masse, si recava spesso a Palermo, Catania, Roma, e persino a Bruxelles, in occasione di manifestazioni , scioperi e comizi. Continuò la sua lotta per anni. Nel 2001, all'età di 83 anni partecipò allo sciopero a favore degli operai Fiat di Termini Imerese, affermando per incitarli: "Solo se uniti si vince".